# Mahakali (Baitadi)
Mahakali (nepalski: महाकाली) – gaun wikas samiti w zachodniej części Nepalu w strefie Mahakali w dystrykcie Baitadi. Według nepalskiego spisu powszechnego z 2011 roku liczył on 557 gospodarstw domowych i 3513 mieszkańców (1878 kobiet i 1635 mężczyzn).